# Ресурси і запаси олова
Ресурси і запаси олова (рос. ресурсы и запасы олова, англ. tin resources and reserves; нім. Ressourcen f pl und Vorräte m pl an Zinn).

## Загальна характеристика
Виявлені і прогнозні ресурси в надрах 75 країн світу на початок 1999 р. оцінювалися в 46,5 млн т, з них бл. 50 % припадало на Азію, 27 % — на Америку, 9 % — на Європу (включаючи Росію), 9 % — на Африку, 5 % — на Австралію і Океанію. Найзначнішими ресурсами олова володіють Бразилія — 13 % світових ресурсів (5 млн т), Китай — 12,6 % (5,8 млн т), Індонезія — 10,8 % (5 млн т), Малайзія — 10 % (4,6 млн т), Таїланд — 9,7 % (4,5 млн т), Росія — 5,3 % (2,4 млн т), Демократична Республіка Конго — 5,4 % (2,5 млн т). Ресурси олова п'яти країн пострадянського простору (Казахстану, Киргизстану, Росії, Таджикистану і України) становлять 8,6 % світових (4,1 млн т).
Прогнозні ресурси олова в надрах 65 країн оцінюються в 17,1 млн т, що становить 36 % сумарних світових ресурсів. П'ять країн (Венесуела, Мозамбік, Суринам, Україна і Чад) мають у своєму розпорядженні тільки прогнозні ресурси олова.
Виявлені ресурси олова (включаючи загальні запаси і умовно економічні ресурси) становлять 64 % сумарних світових ресурсів. Їх кількість у надрах 60 країн світу оцінюється в 30,4 млн т. На частку Азії припадає 57 % сумарної кількості виявлених ресурсів (17,3 млн т), в Америці зосереджено 23 % (6,9 млн т), в Африці — 10 % (3 млн т), в Європі — 7 % (2,1 млн т), в Австралії і Океанії — 3 % (1 млн т). Провідне місце у світі за виявленими ресурсами олова займає Бразилія (4,5 млн т, або 14,8 % світових). На частку Індонезії і Малайзії припадає по 13,2 % світових виявлених ресурсів (по 4 млн т), Китаю — 12,5 % (3,8 млн т), Таїланду — 11,5 % (3,5 млн т), ДР Конго 6,6 % (2 млн т), Болівії — 5,6 % (1,7 млн т), СНД (Казахстану, Киргизстану, Росії і Таджикистану) — 5,3 % (1,6 млн т), Росії — 4,6 % (1,4 млн т), Австралії — 3,3 % (1 млн т). Виявлені ресурси в надрах 21 країни: Алжиру, Афганістану, Бутану, Єгипту, Ірану, ДР Конго, Мавританії, Мадагаскару, Малі, Марокко, Непалу, Саудівської Аравії, Свазіленду, Сенегалу, Сомалі, Словаччини, Судану, Сьєрра-Леоне, Швеції, Таджикистану, Танзанії — за своїми кількісними і якісними характеристиками вони належать до умовно економічних, промислове освоєння яких в умовах сучасного ринку нерентабельне, і надалі при характеристиці запасів не розглядаються.
У 2000 р, за оцінками Гірничого бюро США, економічно рентабельні запаси олова (Reserves) становили 9,6 млн т, резервна база (Reserve base) — 12 млн т.
У світовій мінерально-сировинній базі олова близько 47 % всіх підтверджених запасів укладено в розсипних родовищах. Головним геолого-промисловим типом серед корінних родовищ олова є каситерит-сульфідний (17 % світових підтверджених запасів), на каситерит-ґрейзенові родовища припадає 15 %, на каситерит-силікатні — 11 %, на каситерит-кварцові — 7 %, на рідкіснометалічно-пегматитові — 3 %.
Велика частина розсипних і корінних родовищ олова представлена середніми за якістю рудами, середній вміст корисних компонентів (каситериту і олова) в яких складає, відповідно 0,3–0,5 кг/м³ і 0,4–1 %. У найбагатших родовищах ДР Конго і Бразилії концентрації каситериту досягають 1,2–1,25 кг/м³. Руди корінних родовищ можуть бути як власне олов'яними, так і комплексними олововмісними (вольфрамовими, мідно-цинковими, поліметалічними, рідкіснометалічними і ін.). Найвисокоякісніші руди (2,6–5,85 % Sn) розвідані в комплексних мідно-олов'яних родовищах Перу і Португалії.
Мінерально-сировинна база оловодобувної промисловості світу характеризується високим ступенем концентрації. Понад 54 % світових підтверджених запасів олова зосереджено в 13 країнах Азії і майже 32 % — в семи країнах Америки. У десяти провідних за запасами олова країнах (Китай, Бразилія, Малайзія, Індонезія, Таїланд, Перу, Болівія, Росія, Демократична Республіка Конго і Австралія) зосереджено понад 89 % сумарних світових підтверджених запасів цього металу.

## По країнах

У Бразилії, що займає провідне місце у світі за загальними запасами олова, 40 % сумарних підтверджених запасів укладено в розсипних родовищах, що знаходяться в 15 оловорудних районах країни. Переважають алювіальні розсипи.
У Китаї бл. 75 % підтверджених запасів знаходиться в корінних родовищах, серед яких переважають родовища каситериту сульфідного типу в карбонатних товщах: на їх частку припадає більше половини всіх запасів країни.
У Малайзії основне промислове значення мають алювіальні розсипи.
У Індонезії запаси олова зосереджені в елювіальних, прибережно-морських і похованих алювіальних розсипах, розташованих на узбережжі і в шельфовій зоні островів Банка (бл. 60 % сумарних запасів країни), Белітунг (30 %), Синкеп (7 %), а також Карімун і Кундур.
У Таїланді запаси олова укладені в прибережно-морських і похованих алювіальних розсипах шельфу Андаманського моря і узбережжя провінцій Фангна і Канонг, а також о.Пхукет.
У Перу практично всі підтверджені запаси олова зосереджені на олово-мідному родовищі Сан-Рафаель.
У Болівії найбільш розповсюджені родовища каситерит-сульфідного типу з комплексними рудами: арсенопірит-піротиновими (Марококала — 80 тис.т олова, Уануні — 70 тис.т), олово-срібними (Льяльягуа — 80 тис. т, Потосі, Оруро), олово-свинцево-срібними (Болівар, Чокайя), олово-бісмутовими (Тасна). Середній вміст олова в рудах варіює від 0,5 до 1,7 %.
У Росії загальні запаси олова становлять 300 тис.т. Основу мінерально-сировинної бази олова в Росії складають корінні родовища жильних і штокверкових руд (понад 86 % розвіданих запасів металу); запаси розсипних родовищ складають менше 14 %. Майже 95 % всіх російських запасів розвіданих родовищ зосереджено в Далекосхідному регіоні, в тому числі 41 % — в Якутії (Респ. Саха), по 20 % — в Хабаровському краї і Магаданській області, 13 % — в Приморському краї. Провідне промислове значення мають корінні родовища каситерит-силікатного (турмалінового і хлоритового) геолого-промислового типу, розташовані в Республіці Саха (РФ).
У Австралії бл. 60 % підтверджених запасів олова укладено в каситерит-силікатних рудах родовища Ренісон-Белл, розташованого на о.Тасманія. Переважають січні жили багатих руд каситерит-силікатного типу, з вмістом олова від 0,7 % до 2 %. Родовище розробляється підземним способом на горизонтах 530–750 м. Сумарні запаси його оцінюються в 9,4 млн т руди із вмістом олова 1,5 %. На сході Австралії розвідані каситерит-ґрейзенові (Таронга, Хербертон) і каситерит-кварцові (Еберфойл, Росарден, Ардлетан) родовища. У Західній Австралії розташоване рідкіснометалічно-пегматитове родовище Грінбушес із запасами 15 тис. т олова, руди якого містять 0,11–0,15 % олова і 0,04–0,06 % пентоксиду танталу.
В Україні на початку XXI ст. розвіданих родовищ олова не було. Рудопрояви олова виявлені в межах Українського щита, в його північно-західній та південно-східній частині, і Приазовському тектонічному блоці. Прояви зустрічаються в корі вивітрювання та в розсипах, приурочених до метасоматично змінених гранітоїдів. Перспективна площа виявлена на Сущано-Пержанському рудному полі (рудопрояви Кар'єр, Західне, Гірниче та інші). Оціночно перспективні ресурси олова категорії Р1 складають близько 230 тис.т.